# Prétérition
En grammaire française, la prétérition (substantif féminin), du latin praeteritio (« action de passer sous silence »), du supin praeteritum, aussi appelée paralipse, est une figure de style qui consiste à parler de quelque chose après avoir annoncé que l'on ne va pas en parler. Elle permet de ne pas prendre l'entière responsabilité de ses propos et se reconnaît à l'emploi de formules particulières d'introduction comme « Ai-je besoin de vous dire... ». Elle ne doit pas être confondue avec la litote, ni avec l'apophase (qui n'a pas le même sens en français qu'en anglais (apophasis).
C'est une figure de rhétorique par excellence[non neutre], en ce qu'elle influence l'attitude de l'interlocuteur ; elle éveille son attention, ou attise sa curiosité, commente un raisonnement.

## Exemples
- « Monsieur de La Rochefoucauld, pour ne pas le nommer... »
- « Il n'a pas besoin d'un alibi, car il était avec moi au moment des faits. »
- « Je ne vous ferai pas l'affront de vous rappeler qu'il est nécessaire de posséder un permis pour la conduite d'un véhicule à moteur. »
- « Je ne parlerai pas de son insolence, encore moins de sa grossièreté. »
- « Ce n'est pas pour parler de ce que vous me devez, mais ça m'a coûté cher. »
- « Inutile de vous présenter monsieur Paul. »
- « Il est inutile de vous rappeler que nous sommes ici pour prendre une décision. »
- « En effet je parlerais de vos jeunes années que vous avez livrées au bon plaisir de tous si je pensais le moment propice. Mais à dessein je n’en parle pas. Je ne dis pas non plus que les tribuns vous ont reproché vos absences aux armées. [...] De tout cela je ne dis rien. Je reviens à ce qui est l’objet du procès. »
- « J'espère que vous ne vous fâcherez pas de ce que je vous dis là, quand même vous y verriez un peu d'humeur; car je ne nie pas d'en avoir: mais pour éviter jusqu'à l'air du défaut que je vous reproche, je ne vous dirai pas que cette humeur est peut-être un peu augmentée par l'éloignement où je suis de vous. » (Pierre Choderlos de Laclos, Les Liaisons dangereuses, lettre CXXI)
- Pierre Perret opère une prétérition atypique dans sa chanson La louve : « Cette histoire n'est pas pour vous, n'écoutez pas. D'ailleurs, ce que je dis ne vous regarde pas. »
- La chanson de Jean Jacques Goldman Je ne vous parlerai pas d'elle est une prétérition.
- Le livre de Philippe Muray, Chers Djihadistes, publié en 2002 après les attaques du 11 septembre 2001, est une critique de notre monde écrite sous forme de prétérition.
- Emmanuel Macron, à propos de François Fillon, au cours de la campagne de l'élection présidentielle française de 2017 : « je ne l'appellerai pas François Balkany mais il ressemble plus à ça qu'à autre chose aujourd'hui ».
- En réponse aux critiques de Bernard-Henri Lévy dans le cadre du procès Merah, l'avocat Éric Dupond-Moretti lui répond par courrier le 13 novembre 2017 : "Le 3 mai 1936, René Magritte a écrit au critique Dupierreux qu'il n'était "qu'une vieille pompe à merde", je n'ai, hélas ni le talent, ni l'audace de Magritte."[réf. souhaitée]
- Emmanuel Macron, le 21 octobre 2020, lors de l'hommage au professeur Samuel Paty, assassiné par un terroriste. « Ce soir, je n'aurai pas de mots pour évoquer la lutte contre l'islamisme politique, radical, qui mène jusqu'au terrorisme. [...] Ce soir, je ne parlerai pas du cortège de terroristes, de leurs complices, ni de tous les lâches qui ont commis et rendu possible cet attentat. Je ne parlerai pas de ceux qui ont livré son nom aux barbares [...]. Ce soir, je ne parlerai pas davantage de l'indispensable unité que toutes les Françaises et les Français ressentent. »
- Olivier Véran, le 28 août 2022, parlant de l'inflation en France : « Je ne fais pas de métaphore avec le Covid et je ne vais pas vous faire le coup du pic versus le plateau haut. Mais on serait plutôt sur un plateau haut plutôt que sur un pic... Pour que les gens vraiment comprennent. »

## Définition

### Définition linguistique
La prétérition consiste à interrompre son discours en passant sous silence un fragment d'argumentation ou de récit ; elle est proche de la suspension et de la réticence.
Elle se matérialise par un ensemble de signaux et d'indicateurs linguistiques divers : ponctuation (points de suspension, points d'exclamation), figures de style d'appel (apostrophe), déictiques énonciatifs (pronom personnel de première personne, indices spatio-temporels, aspects verbaux), marques introductives de discours (topos de modestie à l'incipit du texte), rupture du récit (digression, ellipse...), la tournure négative (« N'ai-je pas besoin de... ») notamment. La prétérition peut aussi prendre la forme d’une affirmation par laquelle on dit ne pas vouloir faire quelque chose que l’on fait tout de même.
Comme dans l'exemple « Je ne veux pas te décevoir, mais es-tu sûr d'y arriver ? », on peut considérer que l'ironie est la figure hiérarchiquement supérieure à la prétérition ; en effet cette dernière vise à passer sous silence une vérité ou une idée sous-entendue, souvent à des fins d'allusion, d'euphémisme, de litote enfin, figures toutes constitutives de l'ironie.

### Définition stylistique
La figure a pour but d'attirer l'attention sur un sujet délicat voire conflictuel ou polémique. Les avocats notamment, ont souvent recours à ces ressources stylistiques afin d'invoquer le pathos des interlocuteurs. Elle leur permet également d'instaurer une connivence avec le public en insistant sur l'évidence du fait que la figure souligne. Les orateurs également fondent leurs discours sur la prétérition, comme Bossuet dans son Oraison funèbre de Marie-Thérèse d'Autriche :

« Je n'ai pas besoin de vous dire que c'est Dieu qui donne les grandes naissances, les grands mariages, les enfants, la postérité. »

L'effet de la prétérition est ici renforcé par l'utilisation d'une énumération. La figure est en effet adaptable à bon nombre d'autres procédés : métaphores, comparaisons, litotes, euphémismes, etc.
Elle peut également servir pour faire mine de ne pas aborder un sujet, en prétextant son manque de compétence en la matière :

« Je ne suis pas compétent pour vous dire... »

La prétérition est très employée dans les descriptions romanesques: pour évoquer un paysage ou une scène ineffables que l'on se refuse à décrire, n'en étant pas capable.
Enfin la figure peut avoir un effet comique, selon le contexte et la capacité de l'interlocuteur à décoder le sens masqué par la prétérition ; en ce sens elle est une figure privilégiée de l'ironie, que relève notamment Philippe Hamon.

### Genres concernés

#### La poésie
Saintes demeures du silence,

Lieux pleins de charmes et d'attraits,

(...) 

Quelle assez brillante couleur

Peut tracer la peinture

De votre adorable splendeur ?

Les moins éclatantes merveilles

De ces plaintes et de ces bois

Pourraient-elles pas mille fois

Épuiser les plus doctes veilles ?
— Jean Racine, Le Paysage ou Promenade de Port-Royal des champs

#### La chanson
Georges Brassens utilise la prétérition pour son effet comique, notamment dans "Le Gorille" ("La suite serait délectable, / Malheureusement, je ne peux / Pas la dire, et c'est regrettable, / Ça nous aurait fait rire un peu ; / Car le juge, au moment suprême, / Criait : "Maman !", pleurait beaucoup, / Comme l'homme auquel, le jour même, / Il avait fait trancher le cou") et dans "Les Trompettes de la renommée" ("Sous prétexte de bruit, sous couleur de réclame, / Ai-j' le droit de ternir l'honneur de cette dame / En criant sur les toits, et sur l'air des lampions : / " Madame la marquis' m'a foutu des morpions ! " ?").

#### Le roman
- « Nous n'essaierons pas de donner une idée de ce nez tétraèdre. » (Victor Hugo : Quasimodo dans Notre-Dame de Paris)
- « Pour expliquer combien ce mobilier est vieux, crevassé, pourri, tremblant, rongé, manchot, borgne, invalide, expirant, il faudrait en faire une description qui retarderait trop l'intérêt de cette histoire, et que les gens pressés ne pardonneraient pas. Le carreau rouge est plein de vallées produites par le frottement ou par les mises en couleur. Enfin, là règne la misère sans poésie ; une misère économe, concentrée, râpée. Si elle n'a pas de fange encore, elle a des taches ; si elle n'a ni trous ni haillons, elle va tomber en pourriture. » (Balzac, Le Père Goriot)
- « Aussi, en fait de détails atroces, mon livre n'ajoutera-t-il rien à ce que les lecteurs du monde entier savent déjà sur l'inquiétante question des camps d'extermination. Je ne l'ai pas écrit dans le but d'avancer de nouveaux chefs d'accusation, mais plutôt pour fournir des documents à une étude dépassionnée de certains aspects de l'âme humaine. (...) Il me semble inutile d'ajouter qu'aucun des faits n'y est inventé. » (Primo Levi, Préambule de Si c'est un homme)

#### La publicité
« Quand on a 4 millions de lecteurs a-t-on besoin de faire de la pub ? »

## Historique de la notion
La notion a pour nom premier celui de prétermission en rhétorique classique. On parle aussi de paralipse.
Pierre Fontanier la nomme « figure d'expression par opposition ».
Pour Philippe Hamon, dans Introduction à l'analyse du descriptif, la prétérition se présente comme « la lexicalisation d'un manque, d'un défaut de compétence du descripteur (...). Elle est alors le signal d'une distance, d'une tension ou d'une contradiction entre une intention déclarée et un faire réalisé, entre un refus ou une impuissance à dénommer et un luxe de nominations subséquentes, donc, souvent, signal privilégié d'un effet d'ironie. »

### Figures proches
- Figure « mère » : ironie
- Figures « filles » : aucune
- Paronymes : aucun
- Synonymes : topos de modestie, réticence, suspension, paralipse, aposiopèse, prétermission
- Antonymes : aucun